# Marcus Fulvius Curvus Paetinus
Marcus Fulvius Curvus Paetinus est un homme politique de la République romaine.
Membre de la gens Fulvia, une des familles plébéiennes importantes de la Rome antique, il est le fils de Lucius Fulvius Curvus, qui a été consul en 322 av. J.-C..
En 305 av. J.-C., il est consul suffect, en remplacement du consul Tiberius Minucius Augurinus décédé, avec comme collègue Lucius Postumius Megellus.
Tite-Live rapporte deux versions au sujet de la bataille de Bovianum, aux alentours de la ville de Bovianum, remportée par l'armée romaine et qui met fin à la Deuxième guerre samnite : les Romains étaient menés par les deux consuls, Lucius Postumius Megellus et Tiberius Minucius Augurinus ; mais certains auteurs indiquent que Minucius Augurinus décède de ses blessures et que Marcus Fulvius Curvus Paetinus nommé à sa place s'est emparé de Bovianum. Les deux consuls célèbrent un triomphe à Rome.